# La grammatica di Dio
(citazione di Callistrato in epigrafe)
La grammatica di Dio, con il sottotitolo di Storie di solitudine e allegria è una raccolta di racconti inediti di Stefano Benni, pubblicata nel 2007 da Feltrinelli. Le 25 storie, quasi tutte di pura fantasia, sono secondo lo stesso Benni, "un circo di virtù e nequizie, un frastuono di uomini e di luoghi comuni, in cui trovano posto eroi silenziosi ed urlanti ciarlatani della sopravvivenza e del sopruso".

## I racconti

### Boomerang
Il signor Remo, sconvolto dalla perdita della moglie e afflitto dalla solitudine, incomincia a odiare profondamente il suo cane, un grasso botolo di nome Boomerang. Ma più il signor Remo palesa con numerose vergognose azioni il suo disprezzo nei confronti dell'animale, più quest'ultimo si mostra assolutamente amorevole e devoto nei confronti dell'uomo. L'adorazione del cane cresce a tal punto che a nulla servono gli estenuanti tentativi di abbandono messi in atto da Remo: in un modo o nell'altro, Boomerang riesce infallibilmente a trovare il modo per tornare a casa. Disperato e ossessionato, Remo decide infine di partire per un lungo viaggio in un paese tropicale, col sogno di cambiare radicalmente vita e, soprattutto, di star lontano dal cane. Quando tutto sembra andare finalmente secondo i suoi piani, l'uomo scopre che il quadrupede è riuscito, intrufolandosi nel vano bagagli dell'aereo, a seguirlo anche in quel paese remoto. Impazzito, il signor Remo si lancia dal balcone del suo hotel trovando la morte, non prima però di vedere, come ultima cosa, Boomerang al suo fianco: il cane aveva infatti seguito il padrone anche in quell'ultimo folle gesto. Gli abitanti del luogo, commossi e addolorati dall'accaduto, contribuiranno a far continuare il connubio tra cane e padrone per l'eternità, seppellendoli insieme.

### Mai più solo
È la storia di un uomo senza nome, narrata, che conduce una vita solitaria non avendo amici né compagna. Un giorno, proprio sotto casa sua, apre un nuovo negozio specializzato nella vendita di telefonini. L'uomo non seduto un simile aggeggio ma, spinto anche dalla bravura e dallo charme delle commesse, decide di comprare un cellulare ultimo modello, per sentirsi un po' più simile agli altri. Ma dal momento che avere un telefonino è inutile se non si ha nessuno con cui comunicare, il nostro incomincia a far finta di parlare, soprattutto per strada e al bar (è difatti invaghito della barista), con numerosi quanto variegati interlocutori, simulando, agli occhi di chi lo vede, una vita sociale attivissima e invidiabile. Per simulare la chiamata in arrivo, l'uomo arriva ad acquistare un altro cellulare con cui chiama in continuazione, tenendolo occultato in una tasca, il suo cellulare "ufficiale", producendosi in ore e ore di conversazioni immaginarie. La situazione precipita quando il protagonista scopre di essere debitore, nei confronti del suo gestore telefonico, di una cifra spropositata e che, per precauzione, il suo numero è stato bloccato. Sentendosi profondamente ridicolo e umiliato, l'uomo perde la testa e, procuratosi una pistola, spara a due passanti di origine cinese impegnati in una conversazione con i cellulari (invidioso del fatto che "a me non telefona mai nessuno, a loro dalla Cina"), non prima però di aver distrutto la vetrina del negozio di telefonini colpevole di aver cambiato la sua vita. I cinesi erano ritenuti colpevoli dei mali del protagonista perché avevano fatto aprire il negozio di telefonini.

### Lo scienziato
Un ambizioso e famoso scienziato decide di condurre una ricerca per scoprire chi sia "l'uomo più solo del mondo". Parte così per i luoghi più remoti e isolati, al fine di incontrare improbabili eremiti che immancabilmente finiscono per rivelarsi impostori o comunque non solitari come vorrebbero in realtà far credere. Scoraggiato e deluso dall'infruttuosità della ricerca, lo scienziato conclude che "nessun uomo può essere veramente solo". Tuttavia il racconto si conclude mostrandoci che in realtà è proprio il luminare a costituire l'esempio di una vita svolta in condizione di profonda ed estrema solitudine. Proprio quell'esempio da lui affannosamente ricercato ai quattro angoli del mondo.

### L'Orco
Francis, un omone gigantesco dall'aspetto trascurato e dall'indole mite e taciturna, si guadagna da vivere col traffico di bambini per conto di sfruttatori, pervertiti e pedofili. Un giorno il Codino, capo della Billion Film, una sordida casa di produzione di snuff movies, commissiona a Francis, conosciuto nel campo come "l'Orco", l'adescamento di una ragazzina, Vanessa, di famiglia ricca e agiata. Alla Billion Film è stata infatti fatta richiesta, da parte del rampollo di un vecchio cliente depravato ora deceduto (un noto imprenditore o forse un politico che il Codino chiamava col nome in codice "Dottor Dracula"), di un film pedopornografico avente come protagonista/vittima proprio l'ignara Vanessa. Francis accetta l'incarico, allettato anche dalla consistente ricompensa promessagli e, grazie anche all'aiuto di Geko Godiva, un famoso attore transessuale di film pornografici, riesce a portare a buon fine l'adescamento di Vanessa. Al momento di girare il film, accade però un imprevisto: Geko, che avrebbe dovuto avere una parte di primo piano nella pellicola, non si presenta sul set a causa di un incidente d'auto che lo vede coinvolto. Il Codino, disperato, decide di ricorrere, per sostituire Geko, all'"Orco" Francis: dopo aver contrattato il suo ingaggio, il gigante, dall'animo sensibile, accetta la parte di "torturatore" avendo avuto ogni assicurazione sulla totale finzione delle azioni di scena e sul fatto che Vanessa uscirà dal set incolume. Ma, in seguito al "ciak", un'amara sorpresa attende Francis: Vanessa è in realtà la figlia del Dottor Dracula, ed era stata proprio lei non solo a commissionare il film ma anche a pretendere di esserne la protagonista, vogliosa di torturare e smembrare esseri umani in prima persona. Costretta dal defunto padre a visionare continuamente filmati di vere torture e uccisioni, la piccola aveva infatti sviluppato un'immensa perversione e depravazione. Francis, di cui il Codino già da tempo progettava l'eliminazione a causa degli scrupoli morali che spesso affioravano nell'omone, viene così legato con catene a una sedia mentre Vanessa si prepara, con l'ausilio di strumenti di tortura medievale, a soddisfare i suoi desideri più inconfessabili.

### Alice
Alice è una ragazza di sedici anni cinica e disillusa che vive una realtà di degrado morale e psicologico: scappata di casa, lasciata dal fidanzato tossicodipendente e senza più un posto dove dormire, vagherà per la città incontrando loschi conoscenti e brandelli di umanità anonima e insensibile.

### Una rosa rossa
Nella sala riunioni di un'importante azienda produttrice di fiori si contratta la vendita dell'impresa da parte del vecchio proprietario fondatore. Quest'ultimo, davanti ai potenziali acquirenti, sceglie di raccontare la storia della sua vita, e dell'episodio che lo portò a decidere di diventare uno dei floricoltori più conosciuti del mondo. Egli era infatti un adolescente solitario e bruttino, originario di una modesta famiglia di campagna. Un giorno nella sua classe capitò una nuova compagna, la bellissima Fiorenza, di cui tutti si innamorarono. Reso audace dal folle desiderio di conquistarla, il ragazzo la invitò a trascorrere una domenica con lui a Venezia. Fiorenza accettò l'invito ma il nostro commendatore si trovò a dover fare i conti con le sue scarse finanze: non volendo in alcun modo far capire alla ragazza di quanto poco egli potesse disporre, organizzò la gita nei minimi dettagli riuscendo così ad arrivare a fine giornata con sole cinquanta lire in tasca ma con la sensazione di non aver fatto mancare nulla all'amata. Questo purtroppo fino a quando, proprio nel momento in cui il protagonista stava per vincere tutta la sua timidezza per dichiararsi e provare a baciare la ragazza, Fiorenza, osservando una bancarella di fiori, confessò di adorare le rose, palesando implicitamente un desiderio che il nostro innamorato, con sole cinquanta lire, non poteva certo realizzare. Sconvolto da ciò il ragazzo, avvertendo come quell'attimo magico si fosse ormai dissolto per colpa di quella rosa negata, desistette dai suoi propositi e concluse la giornata senza tentare avances. I due, da quel giorno, si persero poi di vista. Ma da allora il ragazzo dedicò ogni sua energia affinché quell'onta potesse sbiadire, arrivando a fondare l'azienda di floricultura; inoltre, viene così svelato il motivo per cui ogni varietà di rosa prodotta dall'azienda ha il nome cominciante per "F". Infine il vecchio imprenditore rivela il perché sia adesso intenzionato a cedere, quasi svendendolo, il suo impero: da quasi cinquant'anni, ogni giorno dell'anno, egli ha inviato una rosa a Fiorenza, senza mai un biglietto di accompagnamento e senza mai rivelare il mittente: solo una rosa anonima e splendida, ogni giorno. Ma da tre giorni, Fiorenza è morta, per cui nulla adesso lega più il vecchio ai fiori: la grande azienda, le ricchezze da essa generate, tutto era nato e vissuto per sanare la ferita apertasi quel giorno remoto. Gli acquirenti, commossi da questo racconto, comunicano la loro piena intenzione di rilevare l'azienda e l'imprenditore si ritira, soddisfatto, nel suo ufficio privato accompagnato dal segretario. A questo punto il vecchio rivela di come il racconto fosse tutta una bufala, per concludere la vendita senza che gli acquirenti si ponessero troppe domande, dal momento che in realtà l'azienda è sull'orlo della bancarotta. Il segretario, facendogli i complimenti per la recitazione e sottolineando come un uomo duro e sicuro come il vecchio imprenditore mai avrebbe potuto essere il protagonista di una storia tanto melensa e sentimentale quanto quella narrata, lo lascia solo. Appena la porta si chiude, lacrime affiorano agli occhi del vecchio, segno che forse la vicenda di Fiorenza è invece realmente avvenuta.

### Pari e patta
In un ristorante, una coppia raffinata, elegante e facoltosa sta cenando a lume di candela. Nell'atmosfera sensuale e romantica, si scopre che tra i due, in realtà, si svolge una squallida quanto clamorosa conta di tutti i tradimenti e le scappatelle avuti nell'ultimo periodo, in modo che, qualora la donna risultasse in svantaggio, anche solo di un singolo amante, sarebbe stata poi legittimata a chiedere il divorzio e la metà dei beni di lusso del marito. La gara, che si chiude sul sette pari, genera respiri affannosi, sguardi intensi e movimenti concitati. Guardandoli da lontano, il cameriere sospira con un pizzico d'invidia: "Quanto si amano".

### Le lacrime
Una mattina, improvvisamente, in città appaiono dei goccioloni, simili a lacrime giganti, sparsi un po' ovunque. Nessuno sa di preciso cosa siano, ma fioccano diverse possibili ipotesi (scientifiche, religiose, politiche, poetiche). Dopo qualche tempo, è il figlio di uno scienziato a capire la reale natura dei lacrimoidi: sono i sogni trascurati delle persone, quelli mai coltivati con la cura e passione che avrebbero meritato. A poco a poco i goccioloni si dissolvono finché, una mattina, è l'intera città a svegliarsi immersa in un'enorme lacrima trasparente.

### Orlando furioso d'amore (L'orlando impellicciato)
Orlando Paladini, un vigoroso e infaticabile camionista, viene lasciato improvvisamente dalla moglie Angelica. Sconvolto e devastato nella psiche, Orlando si lascia totalmente andare all'indifferenza indiscriminata nei confronti di tutto e tutti: avvoltosi in una pelliccia, si rinchiude in casa prima, e nella cabina del suo camion poi, senza vedere nessuno e senza fare più nulla. Gli amici, seriamente preoccupati, decidono di chiedere aiuto a un leggendario collega di Orlando, ora non più in attività: Astolfo "Micium". Questi, pur di restituire Orlando alla vita, le escogita tutte, ma ogni tentativo, spesso per un tragico scherzo del destino, si rivela un fallimento. Micium tuttavia viene a sapere che Angelica era così desiderata da Orlando perché "ciò che fa lei a letto per me, nessun'altra potrebbe farlo". Credendo di aver trovato la soluzione, Micium invia a casa di Orlando le professioniste del sesso più abili, audaci e scatenate che riesce a trovare, commissionandogli ogni tipo di improbabili perversioni. Tuttavia anche questo si risolve in un fiasco. Sul punto di gettare la spugna, Astolfo scopre, casualmente, il vero bandolo della matassa: Orlando è un incredibile, rumorosissimo e devastante russatore notturno e Angelica, che come era noto era assai dura d'orecchi, era una delle poche donne che potesse dormire accanto a lui senza impazzire dal baccano. A Micium non resta dunque che presentare a Orlando una ragazza nubile e completamente sorda: i due si fidanzano subito e l'uomo ritorna ben presto alla sua vita abituale e al suo lavoro di camionista.

### L'istante
Un uomo, seduto su una spiaggia, osserva solitario le onde infrangersi a riva e i comportamenti degli altri bagnanti, tra cui una donna disperata alla ricerca del figlio smarrito. A un tratto, ai suoi occhi la scena si sdoppia: da una parte la donna ritrova finalmente il bambino illeso, dall'altra invece lo stesso bambino appare vittima di una tragedia. Tutto poi si fonde in una luce indistinta finché l'uomo, frastornato e spaventato, si risveglia improvvisamente su quella stessa spiaggia di notte, ormai completamente solo.

### L'eutanasia del nonnino
Nonno Leone, un novantatreenne brioso e audace, in seguito al decesso della moglie, patisce un deperimento psicologico e, soprattutto, fisico. Ciò lo porta progressivamente al rimpicciolimento e alla perdita dell'autosufficienza, per cui si rende indispensabile il ricovero in ospedale. Ma Leonnino, come ormai viene chiamato, mal si adatta alla vita ospedaliera, immobile e tediosa, e le prova tutte per rendere meno implacabile la noia: arriva persino, giocando d'astuzia, ad accaparrarsi Tatiana, una bella badante lituana. Tuttavia anche questo idillio ha termine e così Leonnino, sentendosi ormai un inutile relitto, chiede in tutti i modi di essere ucciso, non prima di aver provato infruttuosamente il suicidio in svariati modi. Ma il perfido e gelido primario Frammassoni non ha alcuna intenzione di perdere Leonnino, non per pietà nei suoi confronti quanto piuttosto per motivi di carriera personale, dal momento che una morte improvvisa nel suo ospedale sarebbe stata difficile da giustificare. Proprio alla vigilia della temuta visita alla struttura ospedaliera da parte del ministro della Sanità, quando ormai Leonnino sembrava del tutto sotto controllo, l'astuto vecchietto trova finalmente il modo di porre fine alla sua vita, in modo tra l'altro particolarmente rumoroso e scenografico, cosa che segnerà per sempre l'equilibrio psichico di Frammassoni.

### Un volo tranquillo
Un viaggiatore all'apparenza mite (di mezz'età accompagnato dal gatto) minato psicologicamente dalla propaganda allarmistica riguardo agli attentati terroristici, decide di far saltare il suo aereo per liberarsi della paura e per liberare la società occidentale dagli stereotipi.

### Sospiro
Un orfano viene cresciuto e avviato al furto dallo zio. A seguito della sua morte si specializza nei furti d'appartamenti, affezionandosi agli abitanti di alcune delle case da lui visitate, finendo per rifugiarsi da una coppia a seguito della partenza della loro figlia.

### Altri titoli
- Solitudine e rivoluzione del terzino Poldo.

- Frate Zitto.

- Carmela.

- Dottor Zero.

- Lezione sotto il mare.

- Una soluzione civile.

- Il controllore.

- La strega.

- L'indovina.

- Il presepe vivente.

- Lo spirito del camino.

- I due pescatori.

## Edizioni
- Stefano Benni, La grammatica di Dio, collana I Narratori, Feltrinelli, 2007,  pp. 182, ISBN 978-88-07-01733-9.
- Stefano Benni, La grammatica di Dio, collana Universale Economica Feltrinelli, Feltrinelli, 2009, pp. 182. ISBN 978-88-07-72118-2